# Люс, Генри
Генри Робинсон Люс (англ. Henry Robinson Luce; 3 апреля 1898, Пэнлай, Шаньдун, Китай — 28 февраля 1967, Финикс, Аризона, США) — американский журналист и издатель, создатель всемирно известных журналов Time (1923), Fortune (1930), Life (1936) и других изданий.

## Биография
Генри родился в пресвитерианской миссии в Китае, где служили его родители. Обучался в англо-китайской школе-интернате «Чифу». В 15-летнем возрасте был отправлен в США, для обучения в школе Хотчкисс, а затем в Йельский университет, который закончил в 1920 году. Член тайного общества «Череп и Кости».